# HNRNPA0
HNRNPA0 (англ. Heterogeneous nuclear ribonucleoprotein A0) – білок, який кодується однойменним геном, розташованим у людей на короткому плечі 5-ї хромосоми.  Довжина поліпептидного ланцюга білка становить 305 амінокислот, а молекулярна маса — 30 841.
| 10         |  | 20         |  | 30         |  | 40         |  | 50         |
| ---------- |  | ---------- |  | ---------- |  | ---------- |  | ---------- |
| MENSQLCKLF |  | IGGLNVQTSE |  | SGLRGHFEAF |  | GTLTDCVVVV |  | NPQTKRSRCF |
| GFVTYSNVEE |  | ADAAMAASPH |  | AVDGNTVELK |  | RAVSREDSAR |  | PGAHAKVKKL |
| FVGGLKGDVA |  | EGDLIEHFSQ |  | FGTVEKAEII |  | ADKQSGKKRG |  | FGFVYFQNHD |
| AADKAAVVKF |  | HPIQGHRVEV |  | KKAVPKEDIY |  | SGGGGGGSRS |  | SRGGRGGRGR |
| GGGRDQNGLS |  | KGGGGGYNSY |  | GGYGGGGGGG |  | YNAYGGGGGG |  | SSYGGSDYGN |
| GFGGFGSYSQ |  | HQSSYGPMKS |  | GGGGGGGGSS |  | WGGRSNSGPY |  | RGGYGGGGGY |
| GGSSF      |  |            |  |            |  |            |  |            |

A: Аланін

C: Цистеїн

D: Аспарагінова кислота

E: Глутамінова кислота

F: Фенілаланін

G: Гліцин

H: Гістидин

I: Ізолейцин

K: Лізин

L: Лейцин

M: Метіонін

N: Аспарагін

P: Пролін

Q: Глутамін

R: Аргінін

S: Серин

T: Треонін

V: Валін

W: Триптофан

Кодований геном білок за функцією належить до рибонуклеопротеїнів. 
Білок має сайт для зв'язування з РНК. 
Локалізований у ядрі.